# Abborrasjön (Burseryds socken, Småland)
Abborrasjön är en sjö i Gislaveds kommun i Småland och ingår i Ätrans huvudavrinningsområde.